# Digital paper
Digital paper (o carta digitale) è un foglio di carta sul quale è impresso una fittissima griglia ('pattern di proprietà di Anoto') sulla quale sono posizionati dei minuscoli puntini, distanziati di circa 0,3mm.
Ogni punto nella griglia identifica una posizione univoca in un'area di più di 4.6 milioni di km², che corrisponde a circa 73 000 miliardi di fogli di dimensione A4.

## La carta e la penna digitali
La Carta con pattern diventa "Digitale" solo se utilizzata con una digital pen, o penna digitale, che scrive con inchiostro sulla carta provvista di pattern Anoto e contemporaneamente (grazie ad una micro-telecamera digitale) identifica le coordinate di tutti i punti del pattern su cui scrive, memorizzandole al suo interno per poi trasmetterle ad una piattaforma internet o ad un pc dove possono essere trattati come dei dati digitali veri e propri.

## Le applicazioni: a cosa serve
La tecnologia permette di scrivere con carta e penna e contemporaneamente ottenere dei dati digitali che possono essere gestiti da un sistema informatico, può quindi essere applicata nei campi in cui la compilazione di moduli cartacei fa da collo di bottiglia in un processo informatizzato.
Attualmente la tecnologia è utilizzata sul mercato nei seguenti ambiti:
- nel mondo ospedaliero e della ricerca (compilazione di CRF), moduli di pronto soccorso fatti su ambulanze, di diari dei pazienti in corsia o a casa (Home Care)
- nel settore della manutenzione gestita con sistemi informatici: compilazione di moduli di manutenzione in cantiere o presso i clienti, controlli di qualità fatti sul campo (es. compilazioni di checklist per collaudi su macchinari, attrezzature, ascensori, antincendio...)
- nella logistica per i rendiconti delle consegne di ogni tipo
- nel settore educativo, come lavagna interattiva
- altri settori come la compilazione delle contravvenzioni ecc.